# Гончарівка (Білгород-Дністровський район)
Гончарі́вка — село Старокозацької сільської громади Білгород-Дністровського району Одеської області в Україні. Населення становить 213 осіб.

## Населення
Згідно з переписом 1989 року населення села становило 246 осіб, з яких 97 чоловіків та 149 жінок.
За переписом населення 2001 року в селі мешкало 213 осіб.

### Мова
Розподіл населення за рідною мовою за даними перепису 2001 року:
| Мова       | Відсоток |
| ---------- | -------- |
| українська | 75,12 %  |
| молдовська | 15,49 %  |
| російська  | 7,51 %   |
| болгарська | 1,88 %   |